# مسابقات قهرمانی بوکس آماتوری آسیا ۱۹۷۱
پنجمین دوره مسابقات قهرمانی بوکس آماتوری آسیا از ۲۷ اوت تا ۱ سپتامبر در تهران ایران برگزار شد.

## مرور مدال
| رشته                       | طلا                          | نقره                        | برنز                             |
| Light flyweight ۴۸ ک‌گ      | لی ساک-اون · کرهٔ جنوبی       | رناتو فورتالزا · فیلیپین    | یوشیمیتسو آراگاکی · ژاپن         |
| Light flyweight ۴۸ ک‌گ      | لی ساک-اون · کرهٔ جنوبی       | رناتو فورتالزا · فیلیپین    | عبدالرئوف · پاکستان              |
| Flyweight ۵۱ ک‌گ            | چاندرا نارایانان · هند       | سوراپونگ سیریپیروم · تایلند | فری مونیاگا · اندونزی            |
| Flyweight ۵۱ ک‌گ            | چاندرا نارایانان · هند       | سوراپونگ سیریپیروم · تایلند | یان بالوش · پاکستان              |
| Bantamweight ۵۴ ک‌گ         | کو ساینگ-کئون · کرهٔ جنوبی    | ریکاردو فورتالیزا · فیلیپین | منوچهر بهمنی · ایران             |
| Bantamweight ۵۴ ک‌گ         | کو ساینگ-کئون · کرهٔ جنوبی    | ریکاردو فورتالیزا · فیلیپین | ریچارد کلمنت · پاکستان           |
| Featherweight ۵۷ ک‌گ        | سهراب وکیل منفرد · ایران     | پریچا نوپارت · تایلند       | نائو بهار · پاکستان              |
| Featherweight ۵۷ ک‌گ        | سهراب وکیل منفرد · ایران     | پریچا نوپارت · تایلند       | اعطا نشد                         |
| Lightweight ۶۰ ک‌گ          | خایدان آلتانخویاگ · مغولستان | مونیسوامی ونو · هند         | محسن صحفی · ایران                |
| Lightweight ۶۰ ک‌گ          | خایدان آلتانخویاگ · مغولستان | مونیسوامی ونو · هند         | ساوارت وونگکاو · تایلند          |
| Light welterweight ۶۳٫۵ ک‌گ | بانتو سریسوک · تایلند        | رامون بابایی · ایران        | بنجامین مولرو · فیلیپین          |
| Light welterweight ۶۳٫۵ ک‌گ | بانتو سریسوک · تایلند        | رامون بابایی · ایران        | مالانگ بالوچ · پاکستان           |
| Welterweight ۶۷ ک‌گ         | چونگ یونگ-گئون · کرهٔ جنوبی   | دامدیناوی بندی · مغولستان   | حسینقلی نهرودی · ایران           |
| Welterweight ۶۷ ک‌گ         | چونگ یونگ-گئون · کرهٔ جنوبی   | دامدیناوی بندی · مغولستان   | فرانس وان برونکهورست · اندونزی   |
| Light middleweight ۷۱ ک‌گ   | عبدالله قاسمی · ایران        | حبیب الرحمن · پاکستان       | Namkhain Tsend-Ayuush · مغولستان |
| Light middleweight ۷۱ ک‌گ   | عبدالله قاسمی · ایران        | حبیب الرحمن · پاکستان       | کامچاد چالوکیسری · تایلند        |
| Middleweight ۷۵ ک‌گ         | ویم گومیز · اندونزی          | مسعود کشمیری · ایران        | دولما · مغولستان                 |
| Middleweight ۷۵ ک‌گ         | ویم گومیز · اندونزی          | مسعود کشمیری · ایران        | پراترن ترم · تایلند              |
| Light heavyweight ۸۱ ک‌گ    | مهتاب سینگ · هند             | گومبو زوریگ · مغولستان      | مهدی هویتدوست · ایران            |
| Light heavyweight ۸۱ ک‌گ    | مهتاب سینگ · هند             | گومبو زوریگ · مغولستان      | خیزر حیات · پاکستان              |
| Heavyweight +۸۱ ک‌گ         | مسعود حاج رسولی · ایران      | اعطا نشد                    | سومارت کانچاناورا · تایلند       |
| Heavyweight +۸۱ ک‌گ         | مسعود حاج رسولی · ایران      | اعطا نشد                    | اعطا نشد                         |

## جدول مدال
| رتبه           | کشور           | طلا | نقره | برنز | مجموع |
| -------------- | -------------- | --- | ---- | ---- | ----- |
| ۱              | ایران          | ۳   | ۲    | ۴    | ۹     |
| ۲              | کرهٔ جنوبی      | ۳   | ۰    | ۰    | ۳     |
| ۳              | هند            | ۲   | ۱    | ۰    | ۳     |
| ۴              | تایلند         | ۱   | ۲    | ۴    | ۷     |
| ۵              | مغولستان       | ۱   | ۲    | ۲    | ۵     |
| ۶              | اندونزی        | ۱   | ۰    | ۲    | ۳     |
| ۷              | فیلیپین        | ۰   | ۲    | ۱    | ۳     |
| ۸              | پاکستان        | ۰   | ۱    | ۶    | ۷     |
| ۹              | ژاپن           | ۰   | ۰    | ۱    | ۱     |
| مجموع (۹ کشور) | مجموع (۹ کشور) | ۱۱  | ۱۰   | ۲۰   | ۴۱    |